# Cameronella cyanea
Cameronella cyanea är en stekelart som först beskrevs av William Harris Ashmead 1900.  Cameronella cyanea ingår i släktet Cameronella och familjen puppglanssteklar. Inga underarter finns listade.